# Drusus maculosus
Drusus maculosus är en nattsländeart som beskrevs av Malitski och Olah 1979. Drusus maculosus ingår i släktet Drusus och familjen husmasknattsländor. Inga underarter finns listade i Catalogue of Life.